# Miocén
Miocén (23 Ma – 5,33 Ma před současností) je nejdelší geologická epocha v období kenozoika, resp. neoficiální pomocné časové jednotky terciéru (třetihor), spadá do mladší terciérní periody neogénu. 
Jméno této epoše dal anglický geolog Charles Lyell. Jméno je odvozeno od starořeckého příslovce „μεῖον“ (meion) („méně“) a taktéž řeckého slova, adjektiva „καινός“ (kainos) — latinizovaného na „caenus“, znamenajícího „nový“ – tedy „méně současný“. Název odkazuje k odhadu, že v miocenních mořích bylo přibližně o 18 % méně moderní bezobratlé fauny než v mladším pliocénu. Mořská bezobratlá fauna je často důležitá pro určení stáří konkrétních usazených hornin, některé druhy jsou tzv. vůdčími fosiliemi.

## Geologie a klima

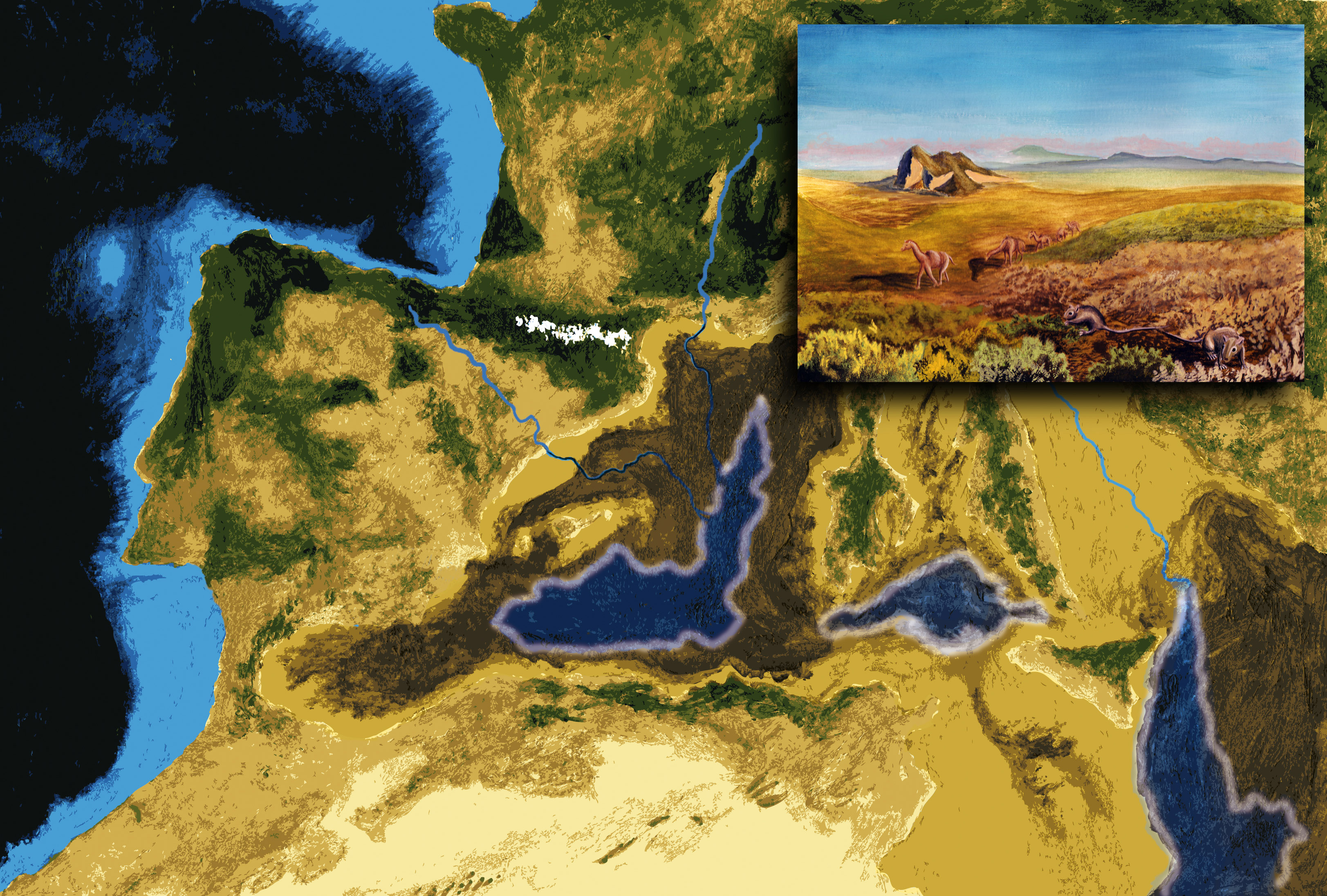
Oblast Středozemního moře v době po uzavření Gibraltarského průlivu na konci miocénu

V obou Amerikách v důsledku subdukce v Pacifiku vznikají Andy a Skalnaté hory, na jižním okraji Severní Ameriky se začal formovat poloostrov, který později, v pliocénu, vytvořil pevninskou šíji mezi Severní a Jižní Amerikou, po celý miocén jsou však oba kontinenty ještě odděleny mořem. V důsledku spojování kontinentů na východní polokouli se zmenšoval rozsah vnitrozemských moří. Velice složitý byl vývoj dříve tropického oceánu Tethys, předchůdce dnešního Středozemního moře. Zde ustupuje moře z oblasti Paratethydy, tedy i z území dnešního Česka. Ve stejné oblasti dochází k výzdvihu Alp a Karpat. Moře je zde částečně vytlačováno tektonickým zdvihem oblasti, v jiných částech, jde i o oblast dnešní Moravy a Slezska, též díky horizontálním směrem odjinud nasouvaným horninovým příkrovům. Moře Tethys mizí též z Blízkého východu, kde po něm zůstávají uzavřená nebo téměř uzavřená vnitrozemská moře či jezera, jde o Černé a Kaspické moře nebo Aralské jezero. V důsledku postupující kolize africké a eurasijské tektonické desky byl uzavřen dnešní Gibraltarský průliv.
K tomu přispěla i tvorba masivního ledovcového štítu v Antarktidě, hmotnost ledovce totiž vedla k vertikálním posunům zemské kůry i v takto vzdálených částech planety. Úplné oddělení Středozemního moře od Atlantiku na přelomu miocénu a pliocénu vedlo k tzv. messinské salinitní krizi, kdy nedostatečný přítok do Středozemního moře spojený s vysokým výparem v suchém subtropickém podnebí, vedly k úplnému zmizení většiny rozlohy tohoto i dalších propojených moří. V oblasti zůstalo pravděpodobně jen několik extrémně slaných, a tedy prakticky zcela mrtvých jezer, jejichž hladina se nacházela až tři kilometry pod úrovní světového oceánu. Zbytek oblasti nejspíš z velké části pokrývala poušť. K opětovnému zaplavení došlo náhle po asi 270 tisících letech.
V Asii došlo ke kolizi s Indickým subkontinentem, přičemž byla započata tvorba Himálaje.
Spodní a střední miocén byl nejteplejším obdobím neogénu (miocenní klimatické optimum) a klima bylo teplejší i než v předcházejícím období oligocénu; ve střední Evropě se odhaduje, že byla průměrná teplota oproti předchozímu stavu až o 9 °C vyšší. Globálně ale méně teplejší. Na Antarktidě se již od eocénu postupně rozšiřoval ledovcový štít, v Arktidě však žádné trvalé zalednění neexistovalo. Ve středním miocénu procházela Země Orionovým komplexem (jehož jádro tvoří mlhovina v Orionu), což mohlo ovlivnit klima. V pozdním miocénu se již mj. v důsledku mohutných horotvorných procesů začalo ochlazovat a s ochlazením souviselo i vysušování klimatu s příslušnými důsledky pro živé ekosystémy. Přesto byl pozdní miocén podstatně teplejším obdobím než současnost, ani v této době bychom žádné významné zalednění na severu nenašli.
Důvodů k pozdně miocennímu ochlazení mohla být celá řada. Jednalo se pravděpodobně o kombinaci několika dlouhodobých trendů, konkrétně o otevření spojení mezi Arktidou a Atlantikem, omezení mořského proudění v oblasti Indonésie, značný vliv jistě měla tvorba vysokých pásemných pohoří na stycích tektonických desek jako jsou Alpy, Skalnaté hory, Andy či Himálaj, vyšší nadmořská výška kontinentů, ale též větší množství nově odhalených hornin, které chemicky interagovaly s atmosférou a odnímaly z ní tak oxid uhličitý. Vysoká a mnoho kilometrů dlouhá pohoří začala vytvářet srážkový stín, díky němuž se rozšiřovala bezlesá krajina a zdůrazňoval kontinentální ráz klimatu.

## Život

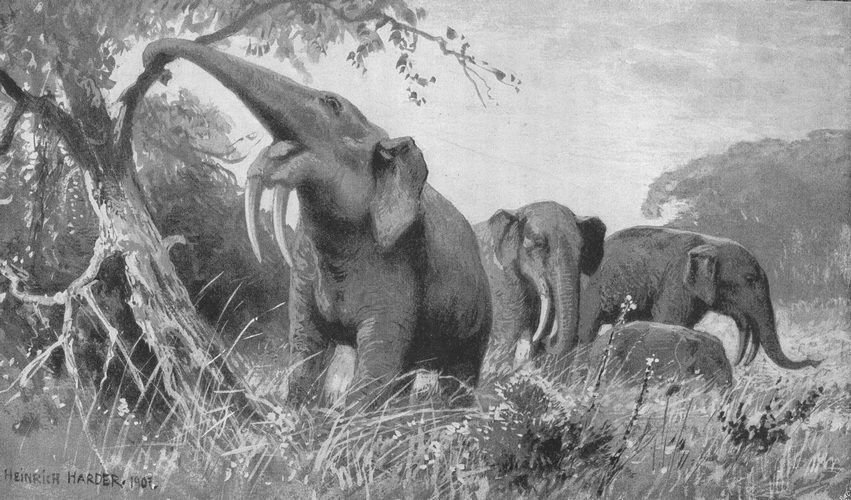
Skupina chobotnatců rodu Deinotherium

Změny v rozložení kontinentů a redukce rozsahu mělkých moří mělo značný význam pro životní prostředí v oceánech. Intenzivnější výměna mezi hlubinnými a povrchovými vodami měla za následek to, že se množství živin z hloubek dostalo k povrchu, a to zejména ve vodách mírného pásma. Nové živiny v povrchových vodách způsobily rozmnožení fytoplanktonu, což celkově přispělo k větší diverzitě těchto biotopů. Větší množství potravy přilákalo též řadu živočichů, jejichž předci žili miliony let na souši. Objevili se první tuleni, předci kytovců či lachtani. Tito savci vytlačili některé druhy masožravých mořských ptáků, např. obří tučňáky.
Ve střední Evropě se rozšířily nejprve bažinaté lesy se stromy rodu Glyptostrobus, ve středním miocénu se sem v souvislosti s pokračujícím oteplením rozšířily též tropické druhy, koncem miocénu po ochlazení byly nahrazeny chladnomilnějšími druhy. Na celém světě docházelo k expanzi tropického a subtropického lesa, v sušších oblastech se rozšiřovaly křovinaté biotopy jako chaparral, savany či stepi. Na území České republiky tehdy žili například i velcí krokodýli příslušející k rodu Diplocynodon. Krokodýlovitým plazům se obecně stále velmi dařilo.
Nově vzniklé pevninské mosty umožnily migrace živočichů mezi dříve oddělenými pevninami. Na Madagaskar se dostaly některé druhy drobných savců, v Austrálii se mezi prvními placentálními savci objevili letouni. Z Afriky na sever postoupili chobotnatci, kteří se zde úspěšně rozmnožili. I na území dnešního Česka byli hojní chobotnatci rodu Deinotherium. Chobotnatci celkově byla v miocénu značně druhově rozrůzněná skupina, rozdělená na specializované spásače stromů (Deinotherium), méně specializované býložravce živící se širší paletou rostlin (mastodonti) nebo dokonce všežravce (Gomphotherium).
Dalšími úspěšnými skupinami zvířat byli přežvýkavci či kopytníci, jejichž biodiverzita byla v tomto období extrémně vysoká. Předci dnešní vysoké zvěře nebo i žiraf ve starším miocénu nedosahovali ani velikosti daňka. Koně se rozrůznili do mnoha druhů a rozšířili se kromě Antarktidy a Austrálie na všechny kontinenty. S nimi se rozšiřovali noví predátoři ze skupiny pravých šelem, a to jak velké druhy šavlozubých machairodontů, středně velké hyeny či drobní medvědi, mývalové a další. Ve starším miocénu se též ještě držely archaické nepravé šelmy - amphicyonidi. Celkově byly velmi hojné psovité šelmy nebo formy šelem, podobající se ekologicky dnešním psovitým šelmám. Hojní již byli moderní hlodavci a zajícovití, též hmyzožravci.

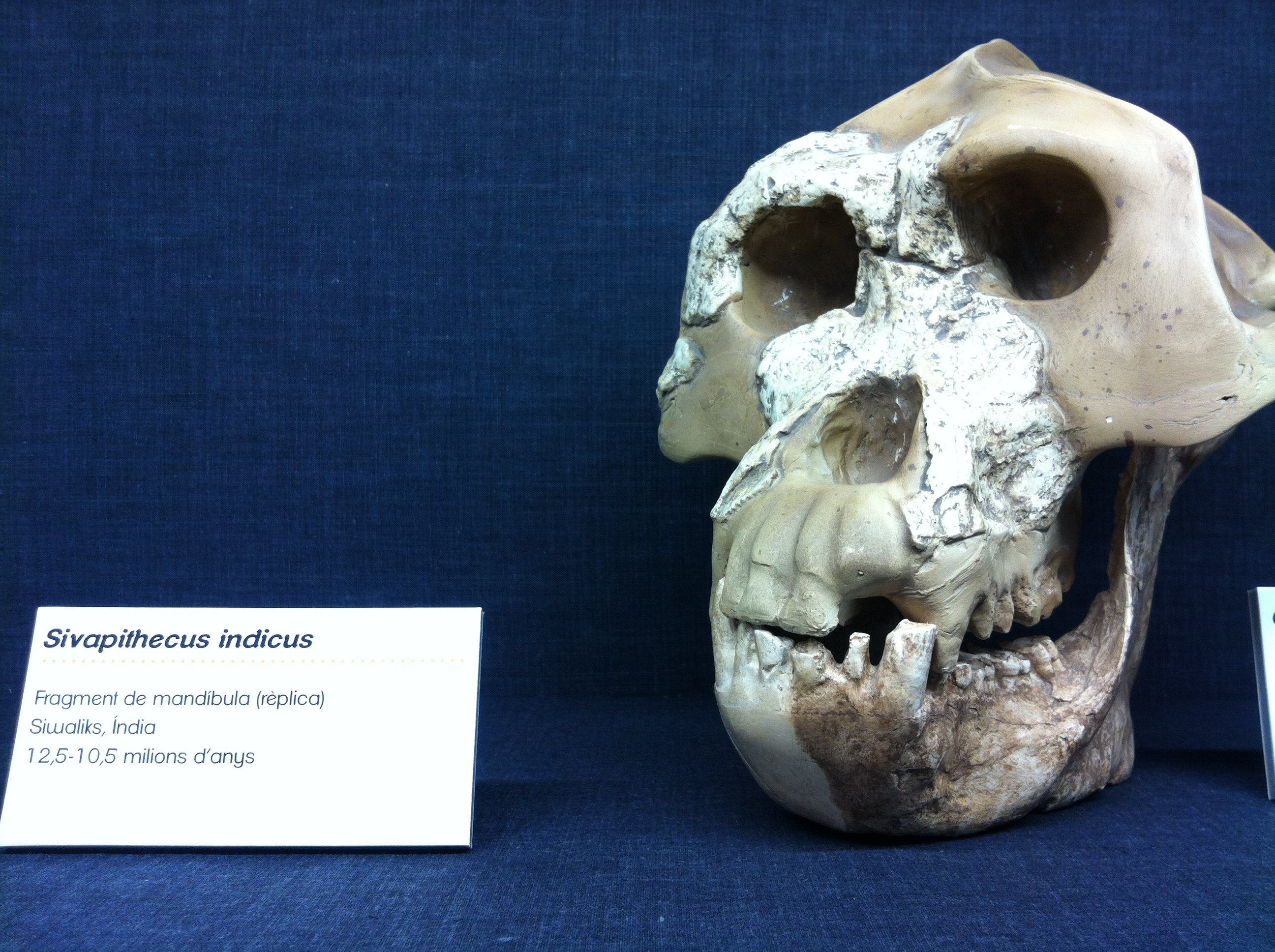
Rekonstrukce lebky primáta rodu Sivapithecus

Mezi primáty byly objeveny fosilie rodu Sivapithecus, což byl vzdálený předek dnešního orangutana. Bližšími příbuznými člověka byli primáti rodu Proconsul. Primáti byli v té době rozšířeni i v Jižní Americe, všichni hominidé však mají původ v Africe, až později se po pevninských mostech dostali též do Evropy a Asie.
V pozdním miocénu došlo k ochlazení a podnebí na Zemi se již na střednomiocenní úroveň nikdy nevrátilo. Chladnější a sušší klima způsobilo ústup lesů ve prospěch otevřené krajiny, v níž se začaly rozvíjet příslušné druhy živočichů i rostlin. Expanzi travnatých ploch využili koně, přežvýkavci i chobotnatci. Úbytek stromů ve střední Africe zřejmě též donutil některé druhy primátů k častějšímu pohybu po zemi, což byl patrně jeden z důležitých momentů na cestě k lidskému druhu.
Středně velcí až obří terestričtí krokodylomorfové z Patagonie byli v průběhu eocénu až miocénu jakýmisi ekologickými obdobami velkých teropodních dinosaurů, žijících v období druhohor. Někteří badatelé se dříve dokonce domnívali, že fosilie sebecidů patří právě teropodním dinosaurům, kteří v Jižní Americe přežili hluboko do období kenozoika (například rod Barinasuchus). (česky)